# Julian Stasiniewicz
Julian Stasiniewicz (ur. 2 lutego 1886 w Wierzbicy, zm. 3 marca 1972) – pułkownik artylerii Wojska Polskiego, członek Naczelnej Komendy Obrony Lwowa w listopadzie 1918.

## Życiorys
W latach 1912–1913 wziął udział w mobilizacji sił zbrojnych Monarchii Austro-Węgierskiej, wprowadzonej w związku z wojną na Bałkanach.
U kresu I wojny światowej w listopadzie 1918 brał udział w obronie Lwowa w trakcie wojny polsko-ukraińskiej służąc pod pseudonimem „Kmita” w stopniu kapitana pełnił funkcję kierownika oddziału wywiadowczego Naczelnej Komendy Obrony Lwowa.
Po odzyskaniu przez Polskę niepodległości został przyjęty do Wojska Polskiego. W stopniu majora był szefem oddziału II w Dowództwie Frontu Galicyjsko-Wołyńskiego. W stopniu podpułkownik a od czerwca 1920 do 5 lutego 1923 był komendantem Artyleryjskiego Oddziału Pomiarowego (AOP), a po reorganizacji od 6 lutego 1923 do listopada 1925 komendantem Szkoły Pomiarów Artylerii w Toruniu, pozostając w tym czasie oficerem nadetatowym 12 pułku artylerii polowej ze Złoczowa.
3 maja 1922 został zweryfikowany w stopniu pułkownika ze starszeństwem z dniem 1 czerwca 1919 i 53. lokatą w korpusie oficerów artylerii, a jego oddziałem macierzystym był wówczas 5 pułk artylerii polowej. 17 listopada 1925 został przeniesiony do 8 pułku artylerii ciężkiej w Toruniu na stanowisko dowódcy pułku. W sierpniu 1926 został przeniesiony do kadry oficerów artylerii i przydzielony do Obozu Ćwiczeń Brześć na stanowisko komendanta. Później został zwolniony z zajmowanego stanowiska i oddany do dyspozycji dowódcy Okręgu Korpusu Nr IX, a z dniem 31 sierpnia 1927 przeniesiony w stan spoczynku.
Mieszkał w Toruniu, a później w Rabce i Krakowie przy ul. Karmelickiej 36.
Zmarł 3 marca 1972. Pochowany na Cmentarzu Świętej Rodziny we Wrocławiu.

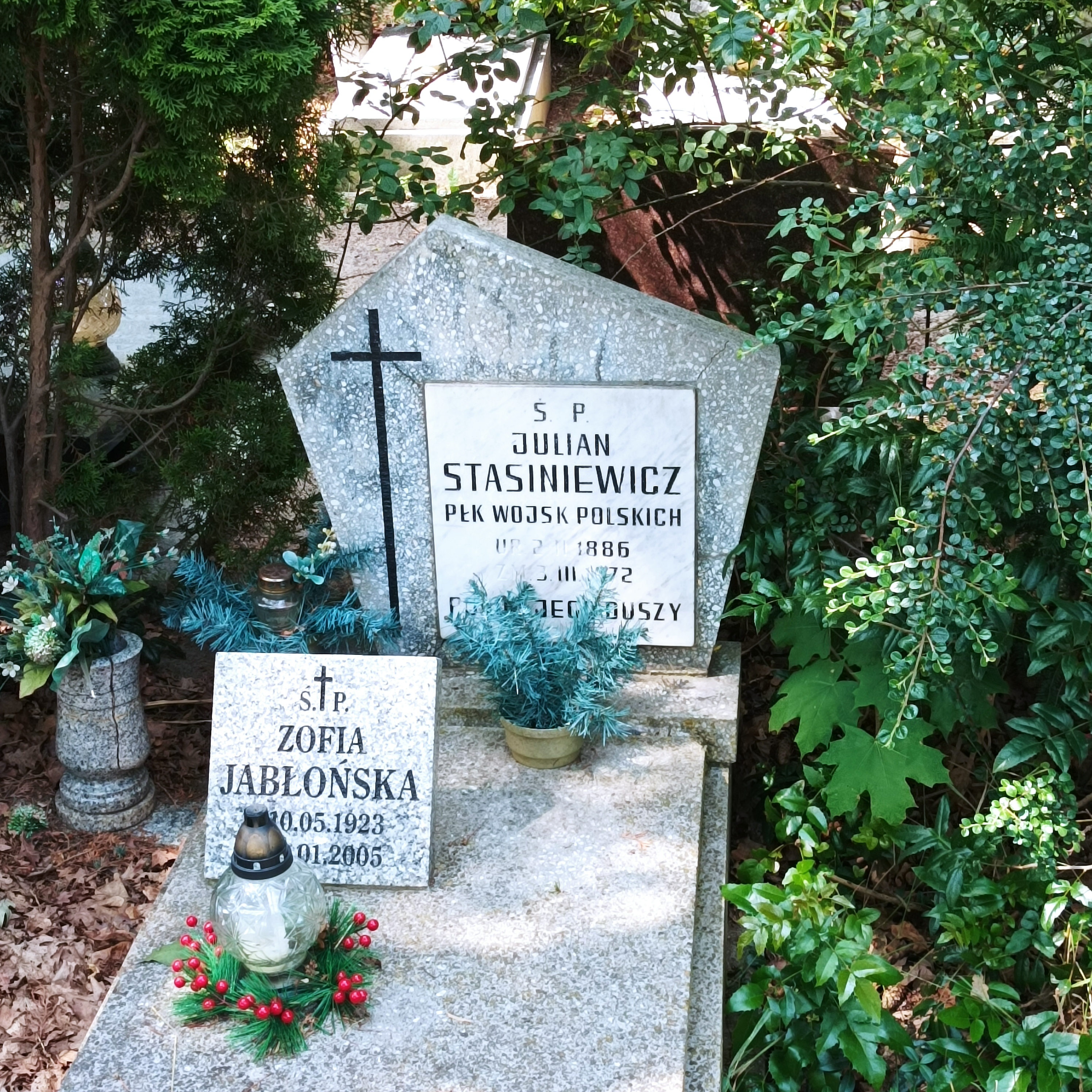
Grób płka Juliana Stasiniewicza na Cmentarzu Świętej Rodziny we Wrocławiu

## Ordery i odznaczenia
- Krzyż Walecznych
- Krzyż Niepodległości – 19 czerwca 1938 „za pracę w dziele odzyskania niepodległości”[16][1]

W czasie służby w c. i k. Armii otrzymał:
- Srebrny Medal Zasługi Wojskowej z mieczami na wstążce Krzyża Zasługi Wojskowej dwukrotnie,
- Brązowy Medal Zasługi Wojskowej z mieczami na wstążce Krzyża Zasługi Wojskowej,
- Krzyż Wojskowy Karola,
- Krzyż Jubileuszowy Wojskowy,
- Krzyż Pamiątkowy Mobilizacji 1912–1913[17].